# Зяблов, Сергей Владимирович
Сергей Владимирович Зяблов (1 января 1957, Златоуст, Челябинская область, СССР) — майор милиции, участник Афганской, Первой и Второй чеченских войн, Герой Российской Федерации (1999). Начальник ОВД города Златоуста, депутат ЗакСобрания Челябинской области, советник главы Златоуста.

## Биография
Родился 1 января 1957 года в городе Златоусте Челябинской области. Русский. Окончил среднюю школу, а в 1974 году — профессионально-техническое училище № 4 города Златоуста по специальности «токарь-универсал». Работал токарем на Златоустовском машиностроительном заводе.
В 1975 году был призван в Вооружённые Силы СССР, в пограничные войска. До 1977 года проходил срочную службу на советско-китайской границе, после остался на сверхсрочную службу.
Принимал участие в Афганской войне.
После увольнения в запас в 1982 году поступил на службу в органы МВД СССР. Служил в ОВД Златоуста, был инспектором дорожно-патрульной службы, младшим оперуполномоченным уголовного розыска. Через пять лет возвращается на службу в пограничные войска старшим техником погранзаставы на Дальнем Востоке.
В декабре 1992 года Зяблов вторично вернулся в Златоуст и восстановился на службу в органы внутренних дел, в ОМОН. Несколько лет командовал взводом оперативного реагирования, затем стал помощником командира отряда по тыловому обеспечению. В составе отряда совершил 6 боевых командировок в Чечню в период первой и второй чеченских войн.
В декабре 1999 года в составе колонны милиционеров попал в засаду чеченских боевиков. Под обстрелом бойцы заняли круговую оборону и вступили в бой, однако большинство были новичками, впервые попали под огонь и могли понести большие потери. Сергей Зяблов под огнём сумел выбраться незамеченным, добежал до ближайшего села, в котором располагались федеральные силы, и в составе бронегруппы из 3 танков и 1 боевой машины пехоты вернулся на поле боя. Неприятель бежал, бросив вооружение, а личный состав колонны был спасен.
За мужество и героизм, проявленные в ходе контртеррористической операции на Северном Кавказе Указом Президента Российской Федерации № 1745 от 30 декабря 1999 года капитану милиции Зяблову Сергею Владимировичу присвоено звание Героя Российской Федерации с вручением медали «Золотая Звезда».
С 2000 года — заместитель командира Златоустовского ОМОНа. В 2005 году избран депутатом Законодательного Собрания Челябинской области. Входит в состав Общественной палаты Златоустовского городского округа, Общественного совета при Законодательном Собрании Челябинской области по патриотическому воспитанию и военно-шефской деятельности. Живёт в Златоусте.
Награждён орденом Мужества, медалями «За боевые заслуги», «За отличие в охране государственной границы», другими медалями.